# يوسوكي ناكاغاوا
يوسوكي ناكاغاوا (باليابانية: 中川 洋介) (28 أبريل 1998 في ياتشيو في اليابان – )؛ هو لاعب كرة قدم سابق كان يلعب كلاعب وسط.

## وصلات خارجية
- يوسوكي ناكاغاوا على موقع رابطة كرة القدم اليابانية للمحترفين (اليابانية)
- يوسوكي ناكاغاوا على موقع قاعدة بيانات كرة القدم.إي يو (الإنجليزية)
- يوسوكي ناكاغاوا على موقع Soccerway.com (الإنجليزية)
- يوسوكي ناكاغاوا على موقع عالم كرة القدم.نت (الإنجليزية)